# Kiss Vendel
Kiss Vendel (Budapest, 1979. március 3. –) informatikus, vállalkozó, televíziós szakember, szerkesztő-műsorvezető.

## Életpálya
Fiatal korától érdekelte a számítógépek világa. Már az általános iskolában megismerkedett a használatukkal egy tanárja révén, és nem sokkal később szüleitől kapott ajándékba egy Comodore 64-es számítógépet, amin elkezdte megtanulni a programozás alapjait. Annyira érdekelte ez a téma, hogy ebbe az irányba is tanult tovább. 1993-ban felvételt nyert a Neumann János Számítástechnikai Szakközépiskolába, ahol programozóként végzett 1997-ben. 
Aktív szakközépiskolai évei alatt csöppent bele a média világában. 1996-ban iskolatársa révén bekerült az Elender Computer csapatába, ahol is kísérleti jelleggel elindították Magyarország első internetes rádióját, BroadCast Motel címen. Az iskolás évek után a rádió mellett rendszergazdaként kezdett dolgozni az Elendernél, majd 1998-ban kollégája átcsábította a Matávhoz, ahol is multimédia fejlesztőként részt vett az Origo.hu internetes portál indításában. 
A rádiózást továbbra is csinálta hobbiból, egészen 2000 decemberéig, amikor is egy castingon felvételt nyert a FIX.TV-be, amelynek oszlopos tagja volt annak 2008-as megszűnéséig. Régi kollégáival befektetőt kerestek, és 2010-ben újraélesztették a FIX TV szellemiségét, elindították a FIXHD TV-t, aminek azóta is oszlopos tagja és arca. Naponta jelentkező Restart című informatikai tanácsadó műsora a csatorna legrégebbi és egyik legsikeresebb műsora.
Időközben 2016-ban vállalkozásba kezdett, és informatikai vonalon kezdett dolgozni a televízió mellett.

## Műsorai
- Broadcast Total – Broadcast Motel internetes rádió (1996-2000)
- Netburger – FIX.TV (2000 – 2002)
- Warmup – FIX.TV (2001 – 2008)
- L'Amour – FIX.TV (2001 – 2003)
- zUcca – FIX.TV (2005)
- Kalózok – FIX.TV (2001 – 2007)
- Restart – FIXHD TV (2010 -)
- Gumiszoba – FIXHD TV (2012 -)